# Lithophane pexata
Lithophane pexata är en fjärilsart som beskrevs av Augustus Radcliffe Grote 1874. Lithophane pexata ingår i släktet Lithophane och familjen nattflyn. Inga underarter finns listade i Catalogue of Life.